# Bracewell-Sonde
Die Bracewell-Sonde ist ein hypothetisches Konzept für intelligente Raumschiffe, das von dem Physiker Ronald N. Bracewell 1960 erdacht wurde. Er schlug vor, dass interstellare „Nachrichten-Sonden“ eine Alternative zur Radiometrie bei der Suche nach außerirdischen Intelligenzen darstellen könnten.
Die unbemannten Sonden sollten Sterne anfliegen, die für die Entstehung von Leben günstig erscheinen, und dort Kontakt mit einer Zivilisation aufnehmen oder so lange warten, bis eine solche entsteht. Für diesen Fall sollen gespeicherte Nachrichten von der Erde abgespielt und die Reaktionen der Außerirdischen zur Erde gesandt werden.

## Suche nach Außerirdischen
Da der Bau derartiger Raumsonden nicht den Naturgesetzen widerspricht, kann angenommen werden, dass außerirdische Zivilisationen derartige Sonden ebenfalls ausgesandt haben und diese auch Kontakt mit der Menschheit aufnehmen würden. Die Suche nach derartigen Sonden wird als SETA („Search for Extra Terrestrial Artefacts“) bezeichnet. Ein derartiger Kontakt oder der Fund einer Bracewell-Sonde hat jedoch noch nicht stattgefunden.

## Kandidaten
Vom australischen Astronomen Duncan Steel wurde die Idee aufgeworfen, dass es sich bei dem Objekt 1991 VG um eine Bracewell-Sonde handeln könnte, neuere Beobachtungsergebnisse widersprechen dieser Interpretation jedoch.
Duncan Lunan schlug vor, dass von Carl Størmer und Balthasar van der Pol 1928 beobachtete Funkechos möglicherweise Übertragungen von einer Bracewell-Sonde waren, die versucht haben könnte, mit der Menschheit zu kommunizieren, indem sie empfangene Signale gezielt zurücksendet.